# Mallnitz

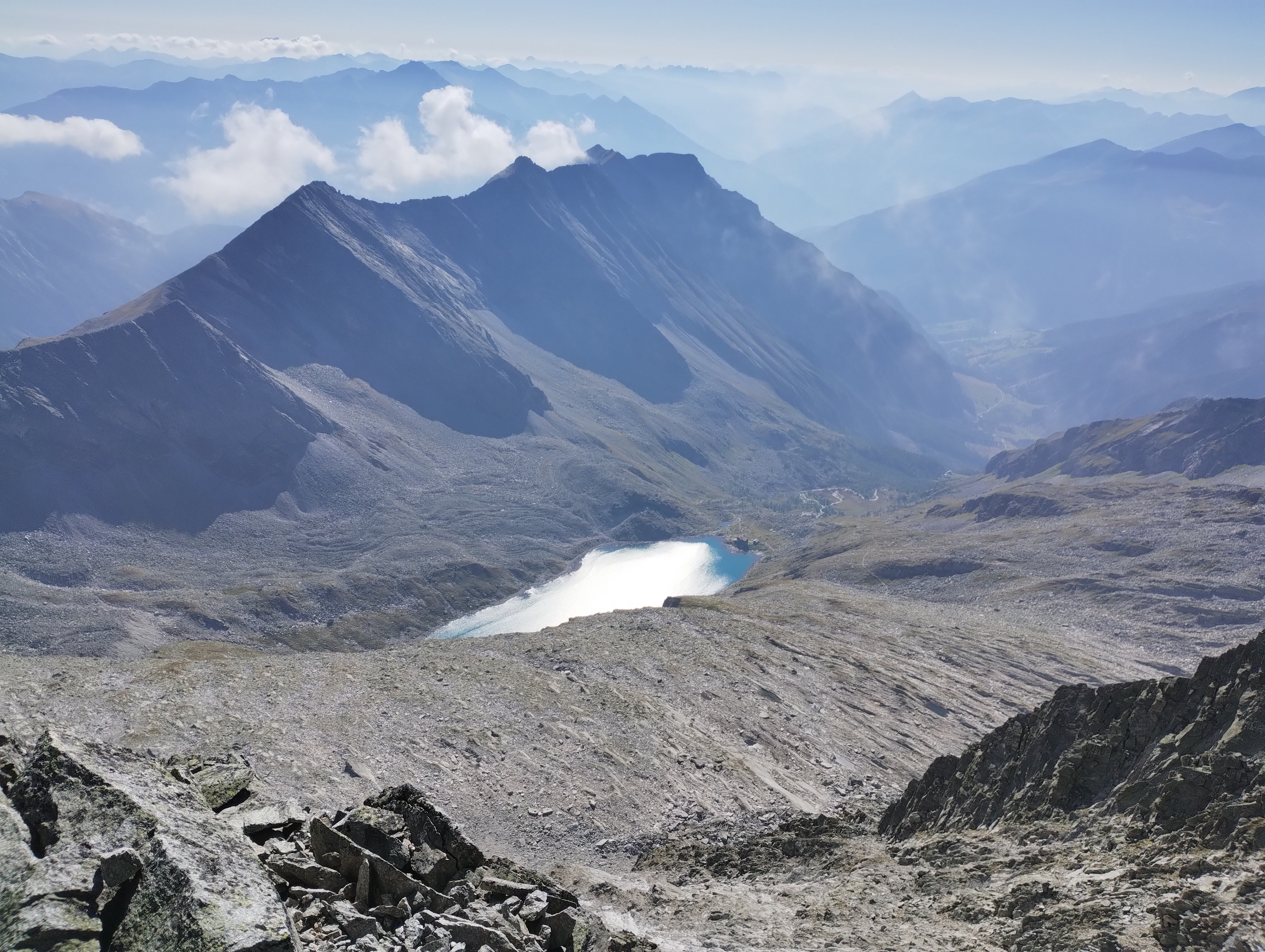
Widok na Jezioro Dösener z góry Säuleck

Mallnitz – gmina uzdrowiskowa w Austrii, w kraju związkowym Karyntia, w powiecie Spittal an der Drau. Liczy 801 mieszkańców (1 stycznia 2015 roku).

## Współpraca
Miejscowość partnerska:
- Witten, Niemcy